# Katja Wolf
Katja Wolf (né le 7 mars 1976 à Erfurt) est une femme politique allemande de BSW, maire d'Eisenach en Thuringe de juillet 2012 à juin 2024. Elle est membre du Landtag de Thuringe entre 1999 et 2012 et depuis 2024.

## Biographie

### Jeunesse
Katja Wolf (née Hofer) naît le 7 mars 1976 à Erfurt. Elle étudie la pédagogie sociale à la Fachhochschule Erfurt et en sort diplômée en 1999. Elle travaille pendant huit mois comme enseignante-chercheuse au Landtag de Thuringe.

### Carrière politique
Katja Wolf est élue maire d'Eisenach lors des élections municipales de 2012. En seconde position à l'issue du premier tour (24,4%), elle réussit à l'emporter de justesse contre Raymond Walk de la CDU avec 51,6% des voix.
Aux élections municipales de 2018, Wolf obtient 47,4% au premier tour, arrivant première devant le social-démocrate Michael Klostermann (19,3%). Elle remporte un second mandat en obtenant 58% des voix contre 42% pour son adversaire.
En janvier 2024, Wolf annonce son départ de Die Linke pour rejoindre BSW - Pour la raison et la justice, le parti de Sahra Wagenknecht. Elle est nommée co-présidente régionale du parti et tête de liste pour les élections régionales.